# Sruti
A sruti (szanszkrit: श्रुति; IAST: Śruti, jelentése: meghallott, hallott dolog) a szent és örök igazság a hinduizmusban, a kinyilatkoztatás formájában. Ahogyan a szó ezt sugallja a kinyilatkoztatást a látók (risik) hallották (vagy látták) a mitikus múltban, majd szájhagyomány útján adták tovább. Azokat a szent szövegeket jelöli, amelyeket eredetileg betéve tudtak, felmondtak és hallgattak. Ma az átadás a bráhmanák feladata. 
A hinduizmus alapján a sruti abszolút hiteles, mert öröknek tartják, amelyet nem érintett emberi szerkesztés, és csupán a világrend felbomlásának korszakában írták le. 
Meg kell különböztetni a szmrititől, attól, amire emlékszünk. Ez utóbbi szent és isteni eredetű ugyan, de nem tökéletes, mivel a kinyilatkoztatásnak csak indirekt formája. 
A sruti egyet jelent a Védával. Tartalmilag magába foglalja Védák négy szamhitáját, a bráhmanákat, áranjakáit és upanisádjait. A hinduk hiszik, hogy a világ legrégebbi szentírásai a Védák és hogy a legrégebbi nyelv a védikus szanszkrit.
Azonban az isteni kinyilatkoztatás írásait (sruti) csak a hinduk csekély hányada forgatja és érti.